# Bancalaán
Bancalaán es un barrio rural  del municipio filipino de tercera categoría de Balábac perteneciente a la provincia  de Paragua en Mimaro,  Región IV-B.
En 2007 Bancalaán contaba con 7.083 residentes.

## Geografía
El municipio insular de Balábac se encuentra situado en el extremo meridional de la provincia. Lo forman la isla de Balábac y otras menores: Pandanán, Bugsuk, Bancalán, Ramos y de Mangsi
Linda al norte con la isla de  La Paragua, considerada continental;  al sur con el estrecho de Balábac que nos separa de  las islas de Balambangan y de Banguey (Banggi), adyacentes a la de Borneo y  pertenecientes al estado de Sabah en Malasia;  al este con Mar de Joló; y a poniente con el Mar del Oeste de Filipinas.
Este barrio, insular, se sitúa al noroeste del municipio estando formado por las islas de  comprende  la isla de Bancalán, la de Manlangule y los islotes  de Gabung, de Malinsono (Paradise Island) y de Byan.
Este grupo de islas  linda al norte con el barrio de  Pandanán  que comprende la isla del mismo nombre y los islotes de Patongong, Camerán o Canimerán y Dalahicán.;
al suroeste con el islote de Secam que forma parte del barrio de Ramos en la isla del mismo nombre;
al sureste con las islas de Candamarán y de Canabungán que forman parte del barrio continental de  Salang, situado en la parte norte de la isla de Balábac;
al este con la isla de  isla de Bugsuk queda dividida entre los barrios de Nueva Cagayancillo (Bugsuk) y de Sebaring;
y al oeste con el mar.

### Demografía
El barrio  de Bancalaán contaba  en mayo de 2010 con una población de 10.427 habitantes siendo el más poblado del municipio.
Comprende los sitios de Loudán  y de Olorga, ambos situados en la isla de Bancalán.

## Historia
Balábac formaba parte de la provincia española de  Calamianes, una de las 35 del archipiélago Filipino, en la parte llamada de Visayas. Pertenecía a la audiencia territorial  y Capitanía General de Filipinas, y en lo espiritual a la diócesis de Cebú.
De la provincia de Calamianes se segrega la Comandancia Militar del Príncipe, con su capital en Príncipe Alfonso, en honor del que luego sería el rey Alfonso XII, nacido en 1857.